# 레리베구

레리베 구

레리베구(Leribe)는 레소토의 구로, 행정 중심지는 흘로체이며 면적은 2,828km2, 인구는 298,352명(2006년 기준)이다. 서쪽으로는 남아프리카 공화국 프리스테이트 주와 인접해 있고 북쪽으로는 부타부테 구, 동쪽으로는 모코틀롱 구와 인접해 있으며 남동쪽으로는 타바체카 구, 남서쪽으로는 베레아 구와 인접해 있다.